# Dinamite agguato pistola
Dinamite Agguato Pistola è un film del 1974, diretto da Gordon Parks Jr.. Appartiene al genere blaxploitation, contaminato con i film di kung fu. 

## Trama
Jimmy Lait e la sua ragazza, Wendy, incontrano l'amico di Jimmy, House, ferito e morente. Lait apprende da House che è scappato da una struttura segreta di sperimentazione medica. Più tardi in ospedale, House delirante dice a Lait che c'è qualcuno che mira a "ucciderci tutti" e che ha  modo per farlo. Tuttavia, Lait deve tornare in studio di registrazione per supervisionare una sessione con un gruppo che sta producendo, The Impressions. Lascia Wendy in ospedale. Mentre Wendy parla con Jimmy al telefono fuori dalla stanza, due uomini entrano dalla finestra, uccidono House e rapiscono Wendy. Dopo aver scoperto del suo rapimento, Jimmy inizia una ricerca per scoprire dove si trova la sua ragazza, ma un gruppo di aggressori gli tende un'imboscata. 
Lait sopravvive con l'aiuto del suo amico, Jagger Daniels. Lait e Daniels si uniscono a Keyes (chiamato "Mister" da sua madre in modo che le persone siano costrette a mostrargli rispetto) dopo aver vinto una rissa con diversi agenti di polizia che tentavano di piantare droga nella sua macchina. Lait viene colpito mentre catturano un membro della banda di Feather, ma non riescono a costringerlo a rivelare i suoi segreti. Jagger chiama tre dominatrici: la contessa, l'imperatrice ["baronessa" nella versione italiana] e la principessa. Le donne impazienti chiedono a Jagger se possono arrivare fino in fondo, cioè torturando a morte l'uomo catturato. 
Jagger glielo dice, solo dopo che il prigioniero gli ha fornito le informazioni che cerca. Sono d'accordo e procedono a salire le scale per torturare l'uomo legato. Le tre donne inizialmente eccitano il prigioniero scoprendo i loro seni, ma lo torturano mentre Keyes e Daniels aspettano. Dopo un po' le donne emergono e dicono che il prigioniero è pronto a parlare. Li informa del complotto di Feather e muore per la tortura. Esiste un complotto segreto di genocidio nero architettato dal malvagio Monroe Feather, il leader di un'organizzazione segreta neonazista e suprematista bianca. Il loro scienziato, il dottor Fortrero, ha sviluppato un veleno letale che colpisce solo gli afroamericani.
Hanno in programma di distribuire il siero nei sistemi idrici di Washington, Detroit e Los Angeles , al fine di spazzare via le loro popolazioni nere. I tre eroi si riuniscono mentre Lait lascia l'ospedale e decidono di fermare l'avvelenamento delle riserve d'acqua. Lait torna a Los Angeles. Keyes ferma l'avvelenamento a Washington, come fa Jagger a Detroit. Si riuniscono di nuovo per fermare Feather e armarsi fino ai denti. Fanno irruzione nel complesso di Feather e salvano Wendy dopo un'enorme sparatoria, lasciando il dottor Fortrero bruciato vivo e Feather e molti suprematisti bianchi morti.